# Макки, Джей
Джей Макки́ (англ. Jay McKee; род. 8 сентября 1977, Кингстон, Онтарио, Канада) — канадский хоккеист, защитник. В настоящее время главный тренер в клубе Хоккейной лиги Онтарио (OHL) «Китченер Рейнджерс»
На драфте 1995 года был выбран в 1 раунде под общим 14 номером командой «Баффало Сейбрз».
1 июля 2006 года Макки присоединился к команде «Сент-Луис Блюз» и подписал контракт на 4 года на сумму 16 миллионов евро.

## Статистика
| Легенда | Легенда                    | Легенда | Легенда                   | Легенда | Легенда    |
| ------- | -------------------------- | ------- | ------------------------- | ------- | ---------- |
| И       | Количество проведённых игр | Штр     | Штрафное время            | +/−     | Плюс-минус |
| Г       | Голы                       | П       | Голевые передачи          | О       | Очки       |
| -       | Статистика неизвестна      | —       | Статистика не учитывалась |         |            |

## Достижения

### Командные как игрок
Канада
| Год  | Команда             | Достижение              | Достижение |
| ---- | ------------------- | ----------------------- | ---------- |
| 2014 | Дандас Реал Маккойс | Обладатель Кубка Аллана |            |

### Личные
Юниорская карьера
| Год  | Команда             | Достижение                                 | Достижение |
| ---- | ------------------- | ------------------------------------------ | ---------- |
| 1996 | Ниагара-Фолс Тандер | Попадание во вторую Сборную всех звёзд OHL |            |